# BMW K 1300 R
Die BMW K 1300 R ist ein Motorrad des Herstellers BMW und wurde von 2009 bis 2016 im BMW-Werk Berlin in Spandau gefertigt. Das Naked Bike ist technisch weitgehend identisch mit der BMW K 1300 S, jedoch ohne Vollverkleidung und mit einem höheren Lenker. Die Nachfolgerin der BMW K 1200 R wurde am 7. Oktober 2008 auf der Intermot in München der Presse vorgestellt.

## Technische Daten

### Antrieb
Der flüssigkeitsgekühlte Vierzylindermotor erzeugt aus 1293 cm³ Hubraum eine Nennleistung von 127 kW (173 PS) bei einer Drehzahl von 9250 min−1 und ein maximales Drehmoment von 140 Nm bei 8250 min−1. Der quer eingebaute Reihenmotor hat vier Ventile pro Zylinder. Die vier Zylinder haben eine Bohrung von 80 mm und einen Hub von 64,3 mm. Der Viertaktmotor hat ein Verdichtungsverhältnis von 13:1.

### Fahrgestell
Das Fahrgestell besteht aus einem Brückenrahmen aus Aluminium und einem mittragenden Motor. Das Vorderrad wird von einem Duolever mit Zentralfederbein und 115 mm Federweg geführt, das Hinterrad von einer Einarmschwinge aus Aluminiumguss mit Paralever und 135 mm Federweg. Die Bereifung ist vorne 120/70 ZR 17 und hinten 180/55 ZR 17. Der Kraftstofftank fasst 19,0 Liter, davon sind 4,0 Liter Reserve. Das Trockengewicht beträgt 217 kg, das Leergewicht 243 kg.

### Antriebsstrang
Die Kraftübertragung erfolgt über eine Mehrscheibenkupplung im Ölbad, ein klauengeschaltetes Sechsgang-Getriebe und einen Kardanantrieb. Am Vorderrad verzögert eine Doppelscheibenbremse mit 320 mm Durchmesser, hinten eine Einscheibenbremse mit 265 mm Durchmesser. Ein optional angebotenes, teil-integrales Antiblockiersystem regelt das Bremssystem. Der durchschnittliche Kraftstoffverbrauch beträgt 7,2 Liter Superbenzin auf 100 km bei einer Geschwindigkeit von 120 km/h. Zur Ausstattung gehören eine digitale Motorelektronik (BMS-K) mit elektronischer Einspritzung, integrierter Klopfregelung und Schubabschaltung.
Das Motorrad beschleunigt in 2,9 Sekunden von 0 auf 100 km/h und erreicht eine Höchstgeschwindigkeit von 270 km/h.

### Lackierungen
Die K 1300 R wurde in zwei Lackierungen angeboten:

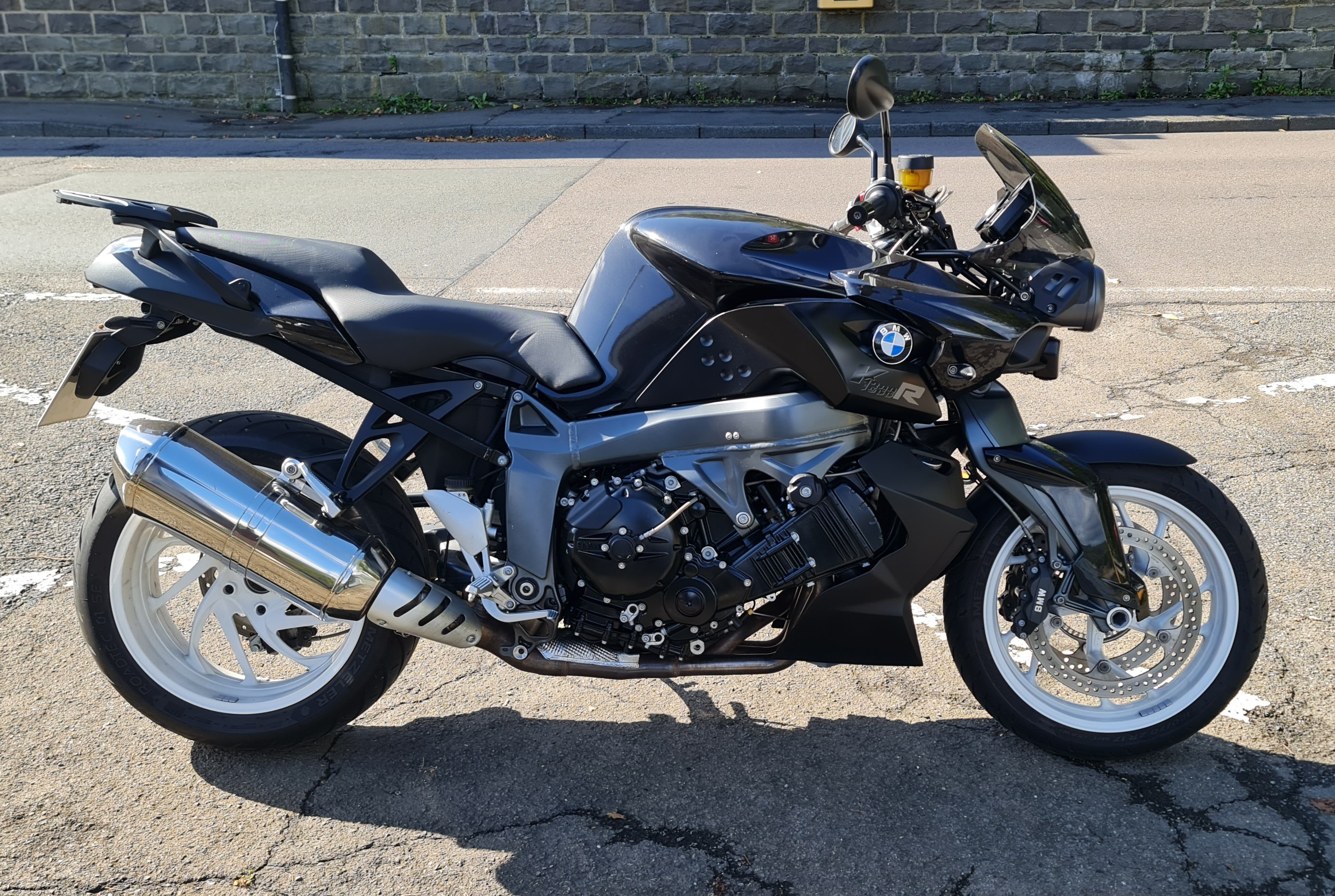
BMW K 1300 R_seite

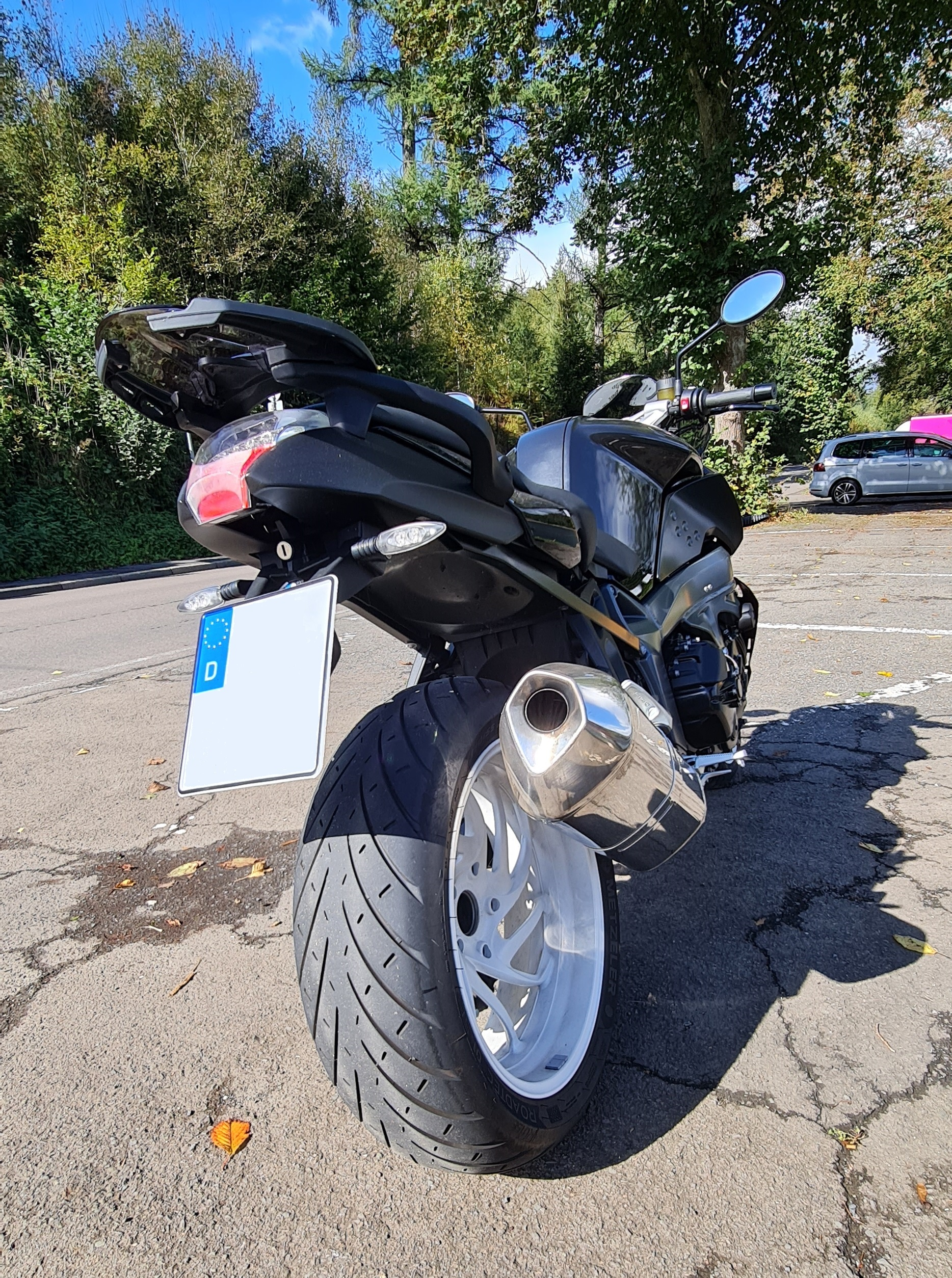
BMW K1300 R Heckansicht

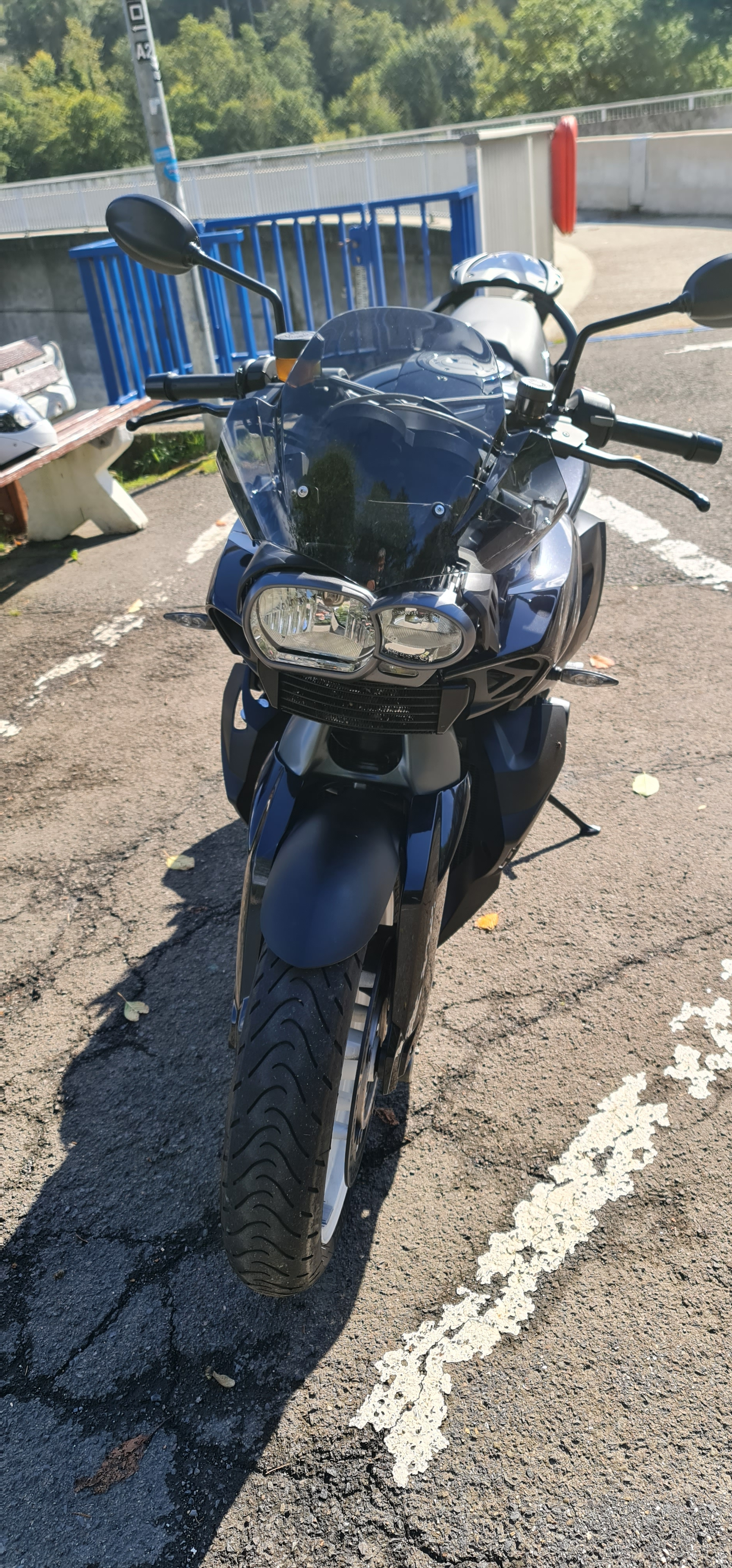
BMW K 1300 R Frontansicht

| Saphirschwarz metallic | Racingred uni |

Früher mögliche Farben:
2009: grau, weiß, lavaorange
2010: grau, schwarz, grün

## Kritiken
„Äußerlich ist vom Wandel der R nicht viel zu bemerken. Leichte Retuschen am Plastik machen den Auftritt ein wenig knackiger und sportlicher. Wobei trotz aller technischer Modifikationen gilt: Eine Wundermaschine ist die K 1300 R nicht. Ein Motorrad, das Zeichen setzt, allemal.“

„Auch im straffen Sportmodus, der am besten zum forschen Landstraßen-Brennen passt, verlangt die BMW aktive Beteiligung vom Piloten, will er der K 1300 das Stier-Gemüt austreiben. Zwar suggeriert der äußerst handliche Conti Sport Attack williges Einlenken, aber bei erhöhtem Druck auf dem Vorderrad wird die K damit sichtlich nervös. Gleichzeitig spürt man im Lenker die Masse des großen Motorrades, will heißen: Die BMW schiebt nach außen.“

„Dank des Verzichts auf alles Unnötige und der Reduzierung aufs Wesentliche konzentriert sich die K 1300 R vor allem auf Eines: das Beschleunigen. Und das tut sie in allen Lebenslagen nicht nur souverän – sondern geradezu mit Urgewalt.“